# Wasyli Czernecki
Wasyli Czernecki (Bazyli, Wacko) (ur. 7 stycznia 1837 w Tarnawce, zm. 5 kwietnia 1900 w Sielcu Bełzkim) – duchowny greckokatolicki, historyk, etnograf, publicysta, pisarz łemkowski.

## Życiorys
Urodził się 7 stycznia 1837 w Tarnawce koło Sanoka. Pochodził z wielopokoleniowej rodziny duchownych greckokatolickich, pracujących na terenie diecezji lwowskiej i przemyskiej. Dziadek Atanazy był proboszczem we wsi Tarnawka, ojciec Antoni był proboszczem we wsi Łomna. Wasyli wcześnie stracił matkę i był wychowywany przez stryjecznego dziadka Jana Czerneckiego, proboszcza we wsi Wola Cieklińska koło Jasła.
Do szkoły powszechnej uczęszczał w Jaśle w latach 1844–1847. W latach 1848–1853 uczył się w gimnazjum niższym w Rzeszowie, później w Przemyślu, Nowym Sączu. W latach 1854–1858 w wyższej szkole w Koszycach i Użgorodzie. Studia teologiczne we Lwowie i Przemyślu ukończył w 1862. Posiadł doskonałą znajomość języków polskiego i ruskiego, węgierskiego, rosyjskiego, niemieckiego i łaciny. Wspomnienia z kresu szkolnego opublikował "Skrawkach studenckiego życia". Po zakończeniu studiów, w 1862 roku ożenił się z Olimpią z Kruszyńskich. Przyjął święcenia i rozpoczął pracę w Turynce koło Żółkwi. W latach 1866–1884 był kapelanem parafii greckokatolickiej we wsi Stroniatyń, w dekanacie Kulikowskim. Poza pracą proboszcza, zajmował się pisaniem korespondencji do gazet. Swoje felietony podpisywał pseudonimem "Fotograf".

W 1867 roku urodził się pierwszy syn Bazyli, w 1871 roku Jan, później na świat przyszli Józef, bliźniacy Zenon i Emilian, oraz dwie córki. W 1884 roku zostaje proboszczem, a później dziekanem we wsi Sielec Bełzki, koło Krystynopola. Kontynuuje pracę literacką, oprócz korespondencji do gazet, pisze książki o tematyce krajoznawczej, historycznej i etnograficznej. Jego największą zasługą jest opublikowanie opisów historyczno-krajoznawczych kilkudziesięciu miejscowości ruskich w Galicji i na Węgrzech. Jest autorem ponad 100 szkiców historycznych, opisów i badań okolicznych miejscowości m.in.: Sokala i Krystynopola, Bełżca i Wielkich Mostów, Tartakowa, Zbaraża, Sieleca i Butyn, Horodyszcza i wielu innych. Część tych opracowań była publikowana jako oddzielne książki, część ukazywała się w galicyjskich periodykach, takich jak "Słowo", "Przełomy", "Ruska Rada". 
Nie mniej cenne są jego wspomnienia z czasów studenckich (Згадки зъ студентского житя въ Пряшовђ на Уграхъ, “Дђло” 1886; Згадки изъ студентского житя въ Кошицяхъ на Уграхъ, “Дђло” 1887; Згадки изъ студентского житя въ Унгварђ на Уграхъ , “Дђло” 1887; Згадки зъ семинарского житя у Львовђ, “Дђло” 1888; Згадки зъ семинарского житя въ Перемышли,“Дђло” 1889; Згадки зъ 1846 року, “Дђло” 1892), opisy podróży (Згадки зъ подорожи въ Римъна ювилейне торжество Єго Святости папы Льва ХІІІ 1893 року, Львовъ 1894), kroniki (Хроника духовнои семинаріи Львовскои одъ 1783 до 1883 р., “Дђло” 1888; Лђтопись монастыря оо. 368 Василіянъ въ Кристинополи одъ єго основаня въ 1776 р. до 1889 р., “Дђло” 1890). Pisał też prozę historyczną (Збуренье Города Іерусалима Римлянами, Львовъ 1886; Наполеонъ І. и смертъ его на островђ св. Елены, Львовъ 1886; Родина Ракочихъ въ замку мункацкомъ, Львовъ 1892; Шведы во Львовђ 1704 року, Коломыя 1896). Jego prace mają dużą wartość dokumentalną.
Zajmuje się także działalnością społeczną i edukacyjną dla mieszkańców Sielca i okolicznych miejscowości. Organizuje czytelnie i odczyty w Krystynopolu, Parhaczu, Dobroczni. W 1891 r. powołał towarzystwo diaków diecezji przemyskiej. W 1895 r. zainicjował powstanie towarzystwa politycznego „Ruska Rada” w Sokalu.
Wasyli Czernecki chciał zbudować nowy kościół w Sielcu, który byłby większy od zabudowanej w 1762 cerkwi Najświętszej Bogurodzicy. W tym celu zorganizował na miejscu cegielnię, która miała produkować materiał dla potrzeb przyszłej budowy. Zamierzenie zostało zablokowane przez władze austriackie, udało się tylko wznieść dzwonnicę i ogrodzenie kościoła.
Po przedwczesnej śmierci ulubionej córki Czernecki podupadł na zdrowiu. Zmarł 5 kwietnia 1900 r. w Sielcu.
Został pochowany przy cerkwi w której pracował. Napis na steli nagrobnej brzmi: Rycerz Orderu Franciszka Józefa, Paroch Sielca i Dziekan Bełzki, Radca Konsystorii Przemyskiej i Lwowskiej, Krylosanin * 7.1.1837- + 5.IV.1900. Pamięci Jego przez lata.

## Źródła
- Сокальська центральна районна бібліотека ім. В.Бобинського
- І. Крип'якевич: О. Василь Чернецький і його історично-краєзнавчі праці, (brak roku i miejsca wydania);
- Тарас Лехман: Kраєзнавець Отець Василь Чернецький
- Вашків І.: Просвітитель: розповідь про Василя Чернецького – одного із основоположників краєзнавства на Західній Україні, колишнього пароха села Сілець /Іван Вашків //Голос з-над Бугу.- 1991.- 5 січ.
- Chernetsky, Vasyl. [w:] Ukrainian National Movement in the Nineteenth Century. Edmonton 1988, s. 264